# Helgi Ólafsson
En aquest nom islandès, el darrer nom és un patronímic, no pas un cognom. La manera de referir-se a aquesta persona és pel nom de pila.
Helgi Ólafsson (nascut el 15 d'agost de 1956), és un jugador d'escacs islandès, que té el títol de Gran Mestre des de 1985.
A la llista d'Elo de la FIDE d'agost de 2013, hi tenia un Elo de 2544 punts, cosa que en feia el jugador número 3 (en actiu) d'Islàndia. El seu màxim Elo va ser de 2595 punts, a la llista de juliol de 1990 (posició 37 al rànquing mundial).

## Biografia i resultats destacats en competició
Nadiu de Heimaey, l'illa més gran i única poblada de l'arxipèlag de Vestmannaeyjar, a la costa sud d'Islàndia, Helgi tenia setze anys quan es va celebrar a Reykjavík el matx entre Bobby Fischer i Borís Spasski (Campionat del món d'escacs de 1972), el denominat "Matx del Segle" en el món dels escacs. Aquest fet el fa influir de tal manera que va esdevenir un més dels prodigis dels escacs que van sorgir en aquella època.
Entre les seves actuacions en torneigs internacionals cal destacar un 2n lloc ex aequo a Copenhagen 1985 (empatat amb Bent Larsen i Curt Hansen, el campió fou Joszef Pinter) i un empat al 4t lloc al Torneig de Dortmund de 1988 (el campió fou Sembat Lputian). Ólafsson ha guanyat cinc cops el Campionat d'escacs d'Islàndia.